# 多洛雷斯市
多洛雷斯市（英語：Dolores）是菲律賓阿布拉省轄下的一個市。根據菲律賓官方於2020年所作的人口普查數據顯示：居住於多洛雷斯市的總人口數量為11512人。

## 地理
根據菲律賓統計局的數據，多洛雷斯市的總面積為47.45平方公里（18.32平方英里），佔阿布拉省總面積4,165.25平方公里（1,608.21平方英里）的1.14%。

## 描籠涯
多洛雷斯市轄下總共分為15個描籠涯。